# Пејоратив
Пејоратив (лат. peior — горе, лошије), боље него пежоратив (фр. péjoratif), реч је којом се казује погрдно значење. Гради се помоћу нарочитог наставка; нпр. кожурда, селендра и сл. Пејоративно значење најчешће имају аугментативи (увећанице), нпр. главурда, жентурача, али понекад погрдну информацију носе и деминутиви (умањенице), нпр. човечуљак.